# Emil Louhikko
Emil Konstantin Louhikko (till 1906 Eriksson, 1906–1920 Laiho), född 7 oktober 1888 i Viborg, död 30 maj 1961 i Esbo, var en finländsk fackföreningsledare.
Luohikko, som ursprungligen var metallarbetare, blev sekreterare i finländska metallarbetarförbundet 1915, verkade för det röda folkkommissariatet 1918, varefter han flydde till Ryssland. Vid Finlands kommunistiska partis konstituerande möte där motsatte han sig dock övergången till proletariatets diktatur och kom i konflikt med de ledande finländska emigrantkommunisterna. Han återvände till Finland 1920 och blev sekreterare i Finska landsorganisationen, men fängslades mot slutet av året och dömdes till fem års straffarbete. Han anslöt sig till socialdemokraterna 1927 och var sekreterare i Finlands Fackförbunds Centralorganisation (FFC) 1930–1939 och ombudsman för semesterorganisationen Lomaliitto 1941–1959. Han utgav bland annat memoarverket Teimme vallankumousta (1943, svensk översättning: Vi gjorde revolution, 1946).